# 余额宝
余额宝是支付宝推出的资金管理服务，属蚂蚁金服集团旗下，转入余额宝就意味着购买了由网商银行及天弘基金提供支持的货币基金，并且用户可以随时将资金用于消费支出。

## 余额宝接入基金
| 基金简称             | 代码   | 接入时间      | 销售方   |
| -------------------- | ------ | ------------- | -------- |
| 天弘余额宝货币       | 000198 | 2013年6月13日 | 天弘基金 |
| 中欧滚钱宝货币A      | 001211 | 2018年5月4日  | 网商银行 |
| 博时现金收益货币A    | 050003 | 2018年5月4日  | 网商银行 |
| 华安日日鑫货币A      | 040038 | 2018年5月21日 | 网商银行 |
| 国泰利是宝货币       | 003515 | 2018年5月28日 | 网商银行 |
| 景顺长城景益货币A    | 000380 |               | 网商银行 |
| 广发天天利货币E      | 001134 |               | 网商银行 |
| 诺安天天宝A          | 000559 |               | 网商银行 |
| 银华货币A            | 180008 |               | 网商银行 |
| 长城货币A            | 200003 |               | 网商银行 |
| 交银货币A            | 000710 |               | 网商银行 |
| 国泰现金管理货币A    | 020031 |               | 网商银行 |
| 大成现金增利货币A    | 090022 |               | 网商银行 |
| （本表格内容不完整） |        |               |          |

## 历史
余额宝的起源为2013年春节后支付宝立项的“二号项目”。同年4月，在该项目的技术、产品和监管基本解决之后，项目团队开始为该产品起名，先后提议的名字包括“赚钱宝”“盈利宝”等，但由于上述名字不符合“货币基金+实时消费”模式，因此该产品最终定名为“余额宝”。6月13日，余额宝正式上线，并于17日在北京举行新闻发布会。。
从2013年成立以来，余额宝资金规模飞速增长，截至2013年7月13日，余额宝产品发布仅一个月时，其资金规模已超过百亿元，账户数目超过400万户。余额宝发布时仅支持天弘基金的增利宝（2015年5月15日更名为天弘余额宝货币）货币基金，天弘基金拥有6个月排他期，所收管理费95%归支付宝所有。至2018年一季度末，余额宝资产净值已经达到1.6891万亿元。
2017年5月27日零时起，余额宝个人用户持有的最高限额从100万下调至25万元人民币，已有存量、转出等服务功能不受影响。
2017年8月14日零时起，余额宝再次下调个人用户持有的最高限额从25万下调至10万元人民币，已有存量、转出等服务功能不受影响。
2017年12月8日零时起，余额宝首次设定单日申购总额至2万元人民币，已有存量、转出等服务功能不受影响。
2018年2月1日起，余额宝设置每日申购总量，即单日实际申购达到设定额度时，当日不再受理申购申请。申购时间从每天9点开始，如果用户在转入时，页面提示今日转入总量已满，可在第二天9点后再操作转入。这一限制也意味着余额宝将暂停自动转入功能，但余额宝转出、消费、收益结算、赎回等都不受影响。
2018年5月4日起，余额宝新接入博时、中欧基金公司旗下的两只货币基金，且对部分用户开放2月1日起的限购。
2018年5月21日起，华安基金旗下货币基金华安日日鑫货币A接入余额宝。
2019年4月9日起，天弘基金宣布自4月10日起取消余额宝货币市场基金个人交易账户持有10万元额度及单日申购2万元额度限制。
2024年12月，余额宝又推出“攒着”功能，余额宝的錢分為“攒着”和“可用”兩大類，攒着裡面的錢不能直接消費，不過利息更高，如需消費，可直接將“攒着”的錢劃入“可用”。

## 批评
2014年2月，央视证券资讯频道执行总编辑兼首席评论员钮文新批评余额宝，称余额宝“冲击经济安全”，“应当取缔”。